# Lymire
Lymire é um gênero de traça pertencente à família Arctiidae.